# استیون تروئر
استیون تروئر (انگلیسی: Stephen Thrower؛ زادهٔ ۹ دسامبر ۱۹۶۳) مؤلف و موسیقی‌دان اهل بریتانیا است. وی از سال ۱۹۸۰ میلادی تاکنون مشغول فعالیت بوده‌است.
تروئر همچنین یک نویسنده شناخته‌شده در مورد فیلم‌های ترسناک و سینمای «جدا از جریان اصلی» است. در سال ۱۹۸۵، تروئر نوشتن نقد برای مجلهٔ فیلم‌های ترسناک شاک اکسپرس در بریتانیا را آغاز کرد و سپس نشریه فیلم خود را به نام آی‌بالدر سال ۱۹۸۹ راه‌اندازی کرد. در زمینهٔ تاریخ فیلم و سینما، تروئر نویسنده کتاب‌هایی چون فراتر از وحشت: فیلم‌های لوچو فولچی، کتابچهٔ فشرده و مختصر آی‌بال، کابوس ایالات متحده: داستان ناگفته فیلم‌های مستقل بهره‌کشی و کتاب دو جلدی احساسات مرگبار: سینمای دلیرانهٔ خسوس فرانکو است.